# Суханов, Николай Николаевич (хоккеист)
Николай Николаевич Суханов (род. 24 января 1960, Челябинск) — советский и российский хоккеист, защитник. Мастер спорта СССР.

## Биография
Отец Николай и его брат Владимир играли в хоккей с мячом, Владимир выступал за челябинский «Трактор».
Суханов начинал играть в челябинской школе «Восход», через год перешёл в школу «Трактора» (тренер Владимир Мурашов). В первенстве СССР дебютировал в сезоне 1977/78 в команде первой лиги «Металлург» Челябинск. В рамках армейской службы в следующем сезоне играл за СКА Свердловск из второй лиги и СКА Ленинград из высшей. Год выступал за молодёжную команду ЦСКА. Следующие 10 сезонов провёл в «Тракторе» — 335 игр, 223 (125+108) очков. После сезона 1991/92 в тольяттинской «Ладе» играл в низших лигах за команды «Сталь» Аша (1993/94), «Политехник» Челябинск (1995/96 — 1996/97), «Мечел» и «Нефтяник» Альметьевск (1996/97), СКиК Трёхгорный (1998/99).
- Серебряный призёр юниорского чемпионата мира (1978)
- Чемпион (1978) и серебряный призёр (1979) СССР среди молодежи.
- Третий в списке бомбардиров чемпионата СССР (1987/88).
- Чемпион мира среди ветеранов (2008, команда «Лафарж»)[3].

Занимался бизнесом, в 2003 году получил пулевое ранение. Тренер любительских команд.